# Nintendo Land
Nintendo Land (ニンテンドーランド, Nintendō Rando) is een partyspel uit 2012 dat is ontwikkeld en uitgegeven door Nintendo als onderdeel van een bundel voor de Wii U spelcomputer. Het spel werd aangekondigd tijdens een persconferentie van Nintendo op de E3 in 2012.
Nintendo Land bevat twaalf verschillende minispellen die elk zijn gebaseerd op een bestaande franchise van Nintendo, zoals Mario en The Legend of Zelda. Deze minispellen zijn ontworpen om het concept en mogelijkheden van de Wii U GamePad te demonstreren, net zoals Wii Sports dat deed voor de Wii spelcomputer.
Nintendo Land werd goed ontvangen in recensies. Er zijn 5,17 miljoen exemplaren van verkocht, waarmee het op de vijfde plek staat van meest verkochte Wii U-spellen.

## Lijst met spellen
Het spel bevat twaalf minispellen die zijn gebaseerd op Nintendo-franchises.
| Titel                             | Gebaseerd op                   |
| --------------------------------- | ------------------------------ |
| Donkey Kong's Crash Course        | Donkey Kong                    |
| Luigi's Ghost Mansion             | Luigi's Mansion                |
| Animal Crossing: Sweet Day        | Animal Crossing                |
| The Legend of Zelda: Battle Quest | The Legend of Zelda            |
| Takamaru's Ninja Castle           | The Mysterious Murasame Castle |
| Captain Falcon's Twister Race     | F-Zero                         |
| Metroid Blast                     | Metroid                        |
| Balloon Trip Breeze               | Balloon Fight                  |
| Pikmin Adventure                  | Pikmin                         |
| Mario Chase                       | Mario                          |
| Yoshi's Fruit Cart                | Yoshi                          |
| Octopus Dance                     | Game & Watch Octopus           |